# Powiat podhajecki (Galicja)
Powiat podhajecki – dawny powiat kraju koronnego Królestwo Galicji i Lodomerii, istniejący w latach 1867–1918.
Siedzibą c.k. starostwa były Podhajce. Powierzchnia powiatu w 1879 roku wynosiła 10,1844 mil kw. (586,01 km²), a ludność 58 512 osób. Powiat liczył 66 osad, zorganizowanych w 58 gmin katastralnych.
Na terenie powiatu działały 2 sądy powiatowe – w Podhajcach i Wiśniowczyku.

## Starostowie powiatu
- Aleksander Janicki von Rola (1871)
- Aleksander Ziembicki (1879)
- Karol Popiel (1882)
- Ferdynand Popiel-Sulima (1890)
- Aleksander Des Loges
- Jakób Sokołowski (m.in. 1906[1], zm. 1906 w Podhajcach)[2]

## Komisarze rządowi
- Jan Pogłodowski (1871)
- Juliusz Prokopczyc (1879)
- August Szczurowski (1882)
- Zygmunt Lenczewski (1890)

## Rada powiatowa w Podhajcach

### Prezesi Wydziałów
- Emil Torosiewicz (m.in. w 1871[3]
- Julius Kozicki (m.in. w 1873[4], 1874[5])

### Zastępcy prezesów Wydziału
- Julius Kozicki (m.in. w 1871[3])
- Edward Teodorowicz (m.in. 1873[4])
- ks. Andrzej Nawrocki (1874[5])

### Członkowie Wydziału
- 1871 - Nereusz Jaroszyński, Iro Lilienfeld, Edmund Lityński, Aleksander Wartarasiewicz[3]
- 1873 - ks. Paweł Lewiński, Iro Lilienfeld, Edmund Lityński, Emil Torosiewicz, Aleksander Wartarasiewicz[4]

### Zastępcy członków Wydziału
- 1871 - Mieczysław Błażowski, Ludwik Kastorny, Isaak Rattner, Kornel Suchodolski, Edward Teodorowicz[3]

### Członkowie
- ks. Andrij Nawrocki, Illa Fecak[6] (1873[4])